# Rödbukig dyngbagge
Rödbukig dyngbagge (Aphodius foetens) är en skalbaggsart som först beskrevs av Fabricius 1787.  Rödbukig dyngbagge ingår i släktet Aphodius, och familjen bladhorningar. Enligt den finländska rödlistan är arten nära hotad i Finland. Arten är reproducerande i Sverige. Artens livsmiljö är torra gräsmarker.

## Bildgalleri

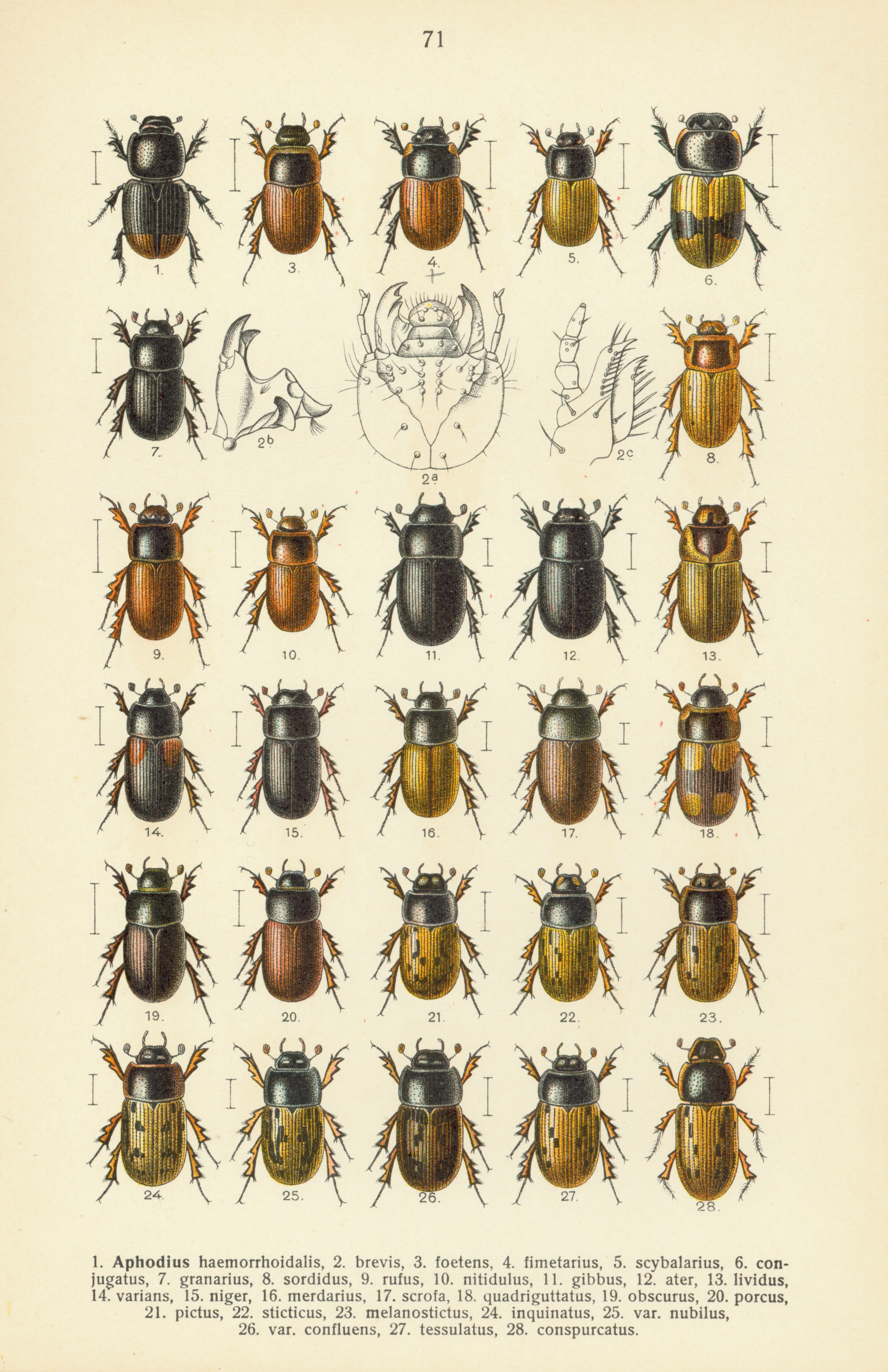